# Il a tué sa famille et est allé au cinéma
Pour plus de détails, voir Fiche technique et Distribution.
Il a tué sa famille et est allé au cinéma (Matou a Família e Foi ao Cinema) est un film brésilien réalisé par Júlio Bressane, sorti en 1969.
En novembre 2015, le film est inclus dans la liste établie par l'Association brésilienne des critiques de cinéma (Abraccine) des 100 meilleurs films brésiliens de tous les temps.

## Fiche technique
- Titre original : Matou a Família e Foi ao Cinema
- Titre français : Il a tué sa famille et est allé au cinéma
- Réalisation et scénario : Júlio Bressane
- Direction artistique : Guará Rodrigues
- Photographie : Thiago Veloso
- Montage : Geraldo Veloso
- Pays d'origine : Brésil
- Format : Noir et blanc - 35 mm - 1,37:1 - Mono
- Genre : drame
- Durée : 78 minutes
- Date de sortie : 1969

## Distribution
- Márcia Rodrigues : Márcia
- Renata Sorrah : Regina
- Antero de Oliveira : le tueur
- Vanda Lacerda : la mère de Regina
- Paulo Padilha : le chef de la police
- Rodolfo Arena : le père

## Distinctions
Le film a été présenté à la Quinzaine des réalisateurs, en sélection parallèle du festival de Cannes 1970.